# Кошвали
Кошвали (пол. Koszwały) — село в Польщі, у гміні Цедри-Великі Ґданського повіту Поморського воєводства.
Населення — 828 осіб (2011).
У 1975-1998 роках село належало до Гданського воєводства.

## Демографія
Демографічна структура станом на 31 березня 2011 року:
|          | Загалом | Допрацездатний вік | Працездатний вік | Постпрацездатний вік |
| -------- | ------- | ------------------ | ---------------- | -------------------- |
| Чоловіки | 415     | 101                | 297              | 17                   |
| Жінки    | 413     | 90                 | 273              | 50                   |
| Разом    | 828     | 191                | 570              | 67                   |